# Gleann Cholm Cille
Gleann Cholm Cille es una localidad situada en el condado de Donegal de la provincia de Úlster (República de Irlanda), con una población en 2016 de 217 habitantes.
Se encuentra ubicada al noroeste del país, cerca de los montes Derryveagh, de los acantilados de Slieve League en la costa del océano Atlántico, y al oeste de Belfast, la capital de Irlanda del Norte.